# ФК Вождовац
„Вождовац“ (на сръбски: Фудбалски клуб Вождовац Београд) е сръбски футболен клуб от град Белград, участващ в Сръбска суперлига. Основан през 1912 година в Кралство Сърбия. Домакинските си мачове играе на Стадион Шопинг център, с капацитет 5174 зрители.

## История
Клубът е основан през 1912 година, под името „ФК Душановац“ и негов президент и треньор през тази година е бил Данило Стоянович. Клубът е кръстен в чест на предградието на Белград, където е създаден. В началото това е бил клуб, чиито играчи основно били студенти от икономическата гимназия. След края на Първата световна война клубът се подобрява значително.
През 1929 г. е преименуван на „Вождовачки СК“(Вождовацки спортен клуб). Най-големият успех в този период е спечелването на II Лига на Белград през сезон 1933 – 34, и на III Лига на Белград през сезон 1948 – 49. През сезон 1963 – 64 те печелят Лигата на Република Сръбска, и преминават във втора лига. След основаването на Цървена звезда, „Вождовачки СК“ почва да играе на допълнителното второ игрище на Маракана с трибуни около него.
През 1973 година друг местен клуб, „Слобода“ (Белград) който е основан през 1953 година е разформирован. Градските власти решават да предпишат земята на „Вождовачки СК“, който след това променя името си на „ФК Вождовац“. Първият голям успех идва в „Купата на Белградската футболна асоциация“ през 1975 година. В следващите 30 години играе в нисшите дивизии.
През сезон 2003 – 04, отбора печели Сръбската лига на Белград без загуба. На следващия сезон играе в Сръбска суперлига.
През сезон 2005/06 отбора печели 3-то място в шампионат на Сърбия и Черна гора, но се отказва от участие в Купа на УЕФА. През следващата година клубът попада в Сръбска суперлига. После тригодишна борба в Сръбската лига на Белград, през сезон 2011/12 печели първото място и се завръща в първа лига на Сърбия. Там той веднага заема трето място. И след отказа на „Хайдук (Кула)“, „Вождовац“ заема вакантното място и през 2013/14 участва в Сръбската суперлига. В тоя сезоне отбора заема уверено 7-ото място, което е най-доброто им класиране в Сръбска суперлига. През сезон 2015/16 отбора заема 12-о място.

## Предишни имена
| Години | Име                                                             |
| ------ | --------------------------------------------------------------- |
| 1912   | „ФК Душановац“ FK Dušanovac                                     |
| 1929   | „ФК Вождовачки“ Voždovački FK                                   |
| 1973   | Сливане на „Слобода“ (Белград) и „Вождовац“                     |
| 2005   | „ФК Вождовац“ FK Voždovac Belgrade (след сливане с ФК Железник) |

## Успехи
Югославия: (1945 – 1991)
- Лига на Република Сръбска:
  -  Победител (1): 1963/64
- Купа на Белград
  -  Носител (1): 1975

 Сърбия: (от 2006)
- Сръбска суперлига
  - 7-о място (1):
- Сръбска лига на Белград
  -  Победител (2): 2011/12
- Първа лига на Сърбия по футбол
  -  Трето място (1): 2012/13
- Купа на Сърбия:
  - 1/2 финалист (1) 2014/15

 Съюзна Република Югославия: (1992 – 2003)
- Купа на СР Югославия:
  - 1/2 финалист (2): 2001/02, 2002/03

 Сърбия и Черна гора: (2003 – 2006)
- Шампионат на Сърбия и Черна гора по футбол
  -  Трето място (2): 2005/06, 2006 – 07
- Сръбска лига на Белград
  -  Победител (1): 2003/04